# Villa Argentina
Villa Argentina es un balneario uruguayo, del departamento de Canelones e integra el municipio de Atlántida. 

## Geografía
El balneario se ubica al sur del departamento de Canelones, sobre las costas del Río de la Plata y en el km 44 de la ruta Interbalnearia. Integra el grupo de balnearios conocidos como Costa de Oro y la zona de influencia de la vecina ciudad de Atlántida. Limita al norte con la zona conocida como City Golf, al oeste con el balneario Fortín de Santa Rosa y al este con la ciudad de Atlántida.

## Población
Según el censo de 2023 el balneario contaba con una población de 1 274 habitantes.
| 41            | 156 | 193 | 385 | 552 | 622 | 1 274 |
| (Fuente: INE) |     |     |     |     |     |       |

## Atractivos
A pesar de ser un balneario pequeño y próximo a Atlántida, mantiene una personalidad propia sostenida en la tranquilidad que ofrece. Las casas construidas sobre extraños barrancos sobre el Río de la Plata muestran una llamativa arquitectura.

### El Águila-La Quimera

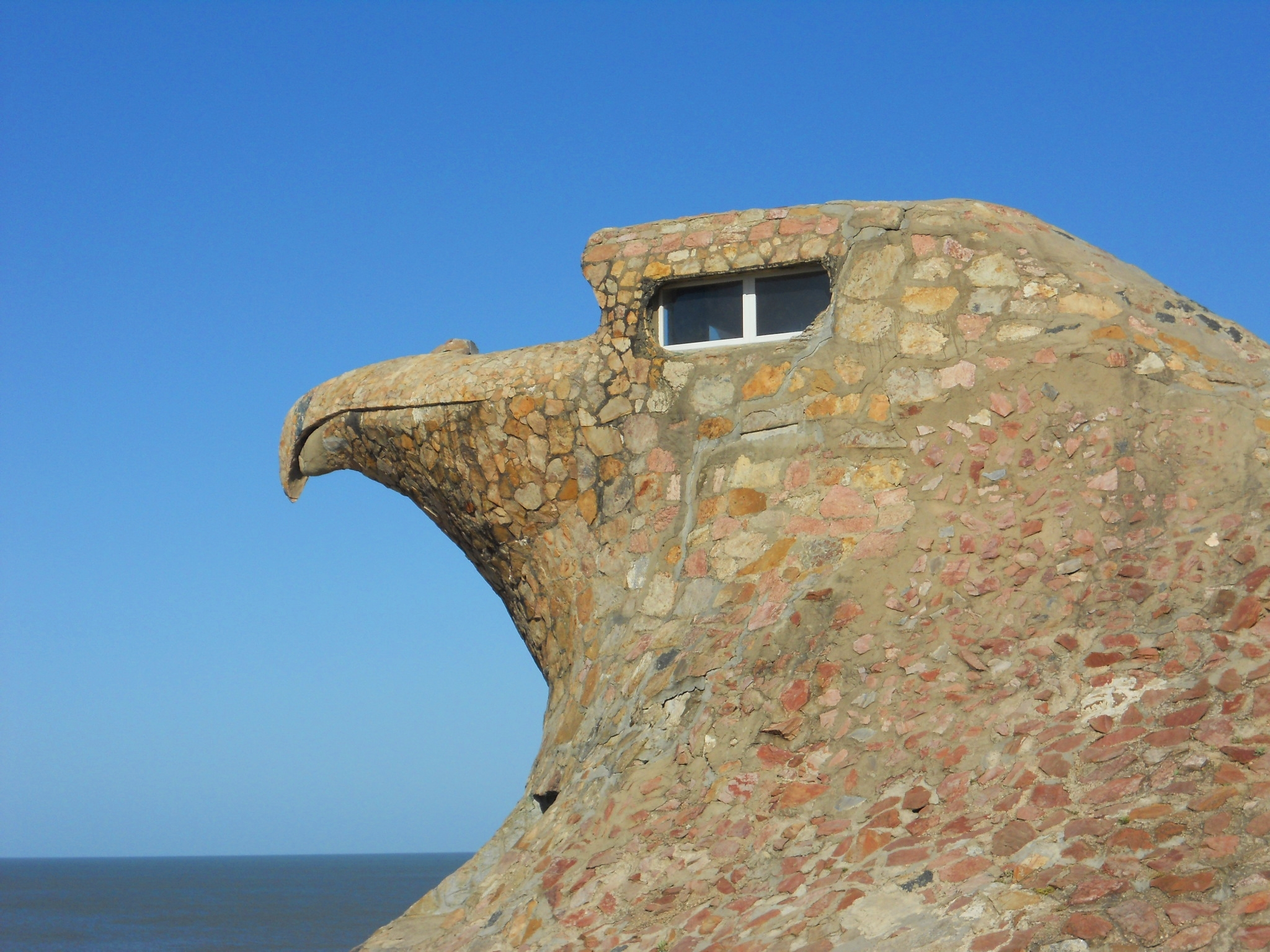
Casa del Águila en Villa Argentina

Escondido detrás de un pequeño bosque de pinos, sobre una playa desierta de Villa Argentina, se alza la obra hoy conocida como el Nido del Águila o la Casa del Águila, en sus comienzos denominada La Quimera. Fue en sus orígenes el lugar de refugio del empresario italiano Natalio Michelizzi, pionero del balneario. Su proyecto fue realizado por Juan Torres en 1937 con medios artesanales. Los enormes ojos son las ventanas de la sala de estar, desde la cual se observa directamente el río.
La primera construcción de Michelizzi fue el edificio Planeta con forma de barco y que se encuentra en la rambla de Atlántida. Luego se recluyó de la actividad pública al ser incluido en la lista negra de los británicos por haber construido el Águila, supuestamente un centro de espionaje nazi. Su proyecto inicial era hacer de Atlántida un balneario moderno como Punta del Este. Sin embargo estas conquistas y otros proyectos, que finalmente no se concretaron, no fueron bien vistas por los fundadores del balneario, un grupo de médicos que querían que Atlántida fuera un balneario privado. Ante esta situación, se recluyó con su socia en una casa que se encuentra junto al Águila y le pidió al constructor Juan Torres que le hiciera un pequeño nicho para traer una virgen desde Buenos Aires. 
Sin embargo, Torres no atendió su demanda y le hizo una habitación de 16 m², con una pieza más chica que funcionaba como dormitorio, una cocina y un baño, por lo cual decidió quedarse y le indicó la construcción de un águila en la parte superior. Como Torres era constructor y no arquitecto, le hizo una armazón de madera que rellenó luego con piedras y otros materiales. Cuando Michelizzi regresó de Buenos Aires donde residía con su familia, quedó enloquecido con la obra de Torres y le pidió que le hiciera la proa de un barco, destinándolo finalmente para pintar, escribir, leer y mantener reuniones con sus amigos.
Tras la muerte de Michelizzi en 1957, el Águila quedó abandonada durante 20 años puesto que su socia Marcela se desentendió de la construcción, aunque la misma estaba a su nombre puesto que Michelizzi no podía tener nada a su nombre. Años más tarde Marcela fraccionó los terrenos y los vendió para trasladarse a Montevideo. En 2003 los vecinos de la zona, el centro comercial de Atlántida y el Ministerio de Turismo decidieron hacer la reconstrucción y entregarlo a la Intendencia de Canelones, que lo habilitó para visitas del público.